# Robert Boutigny
Robert Boutigny (* 24. Juli 1927 in Villeneuve-le-Roi; † 22. Juli 2022) war ein französischer Kanute.

## Karriere
Robert Boutigny nahm im Einer-Canadier an zwei Olympischen Spielen teil. Seine erste Teilnahme erfolgte anlässlich der Olympischen Spiele 1948 in London, bei denen er über 1000 Meter antrat. Er war einer von sechs Teilnehmern und beendete das Rennen nach 5:55,9 Minuten auf dem dritten Platz hinter Josef Holeček aus der Tschechoslowakei und dem Kanadier Douglas Bennett, womit er sich die Bronzemedaille sicherte. Bei den Olympischen Spielen 1952 in Helsinki ging Boutigny auf der 10.000-Meter-Strecke an den Start. Die Konkurrenz umfasste zehn Kanuten. Nach 1:01:15,2 h überquerte Boutigny als Achter die Ziellinie, etwa dreieinhalb Minuten hinter dem drittplatzierten Alfréd Jindra aus der Tschechoslowakei.
Zwischen den Spielen wurde er 1950 in Kopenhagen im Einer-Canadier über 10.000 Meter Weltmeister. Darüber hinaus belegte er auf der 1000-Meter-Distanz den zweiten Platz.